# Roger Golay

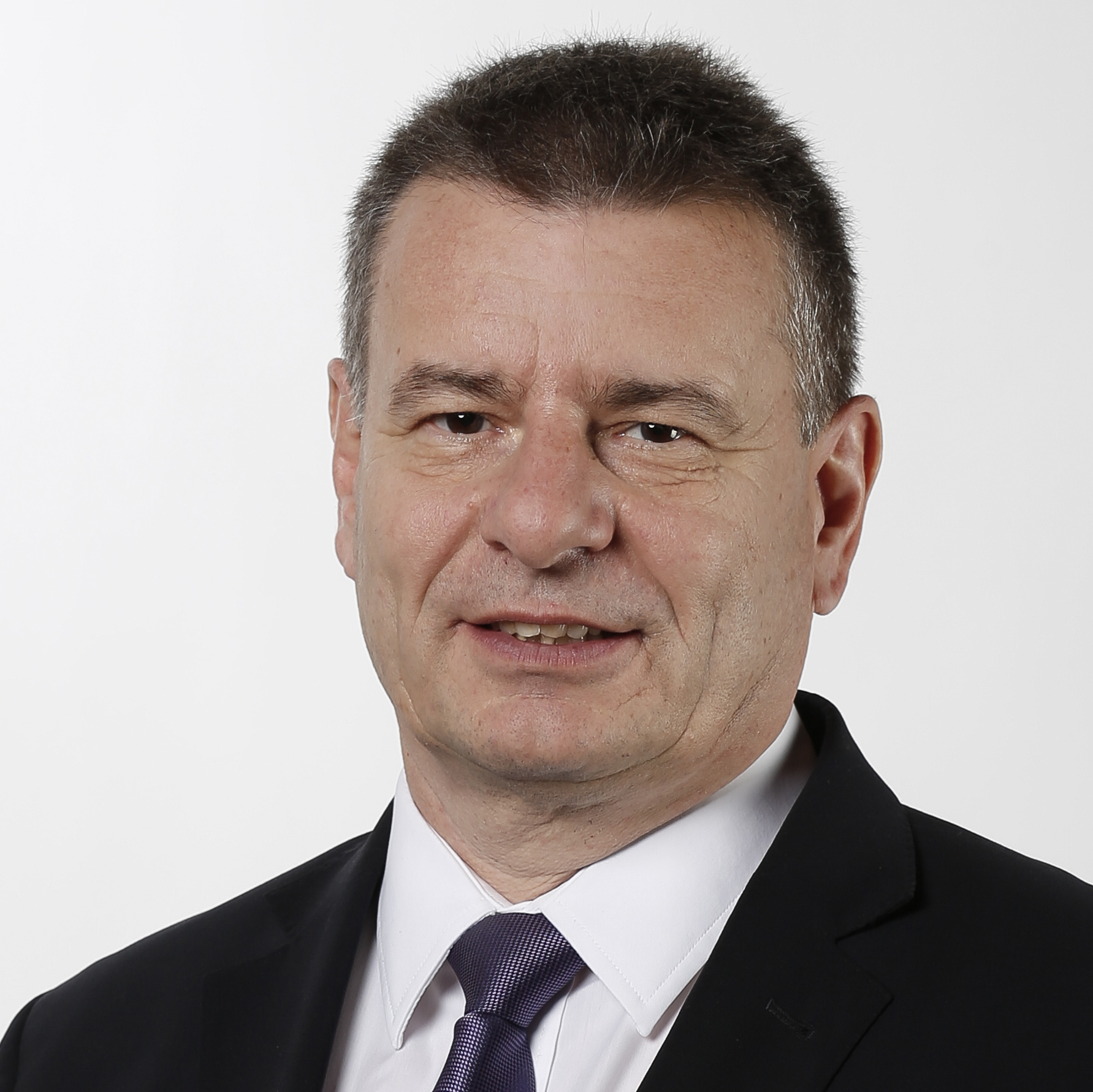
Roger Golay (2015)

Roger Golay (* 23. September 1959 in Genf; heimatberechtigt in Le Chenit) ist ein Schweizer Politiker (MCG). Von 2013 bis zu seiner Abwahl 2019 war er für den Kanton Genf im Nationalrat, wo er sich der SVP-Fraktion anschloss und dadurch Einsitz in der Sicherheitspolitischen Kommission erhielt. Bei den Wahlen 2023 wurde er wieder in den Nationalrat gewählt.
Golay war von 2005 bis 2013 Mitglied im Grossen Rat des Kantons Genf und von 2007 bis 2015 Gemeinderat von Lancy. Von 2011 bis 2014 war er Parteipräsident des MCG. 2013 rückte er für den in die Genfer Exekutive gewählten MCG-Nationalrat Mauro Poggia in den Nationalrat nach. Bei den Parlamentswahlen 2019 wurde er nicht wiedergewählt. Bei den Parlamentswahlen 2023 wurde er erneut in den Nationalrat gewählt.
Von Beruf ist Golay pensionierter Polizist. Er ist verheiratet und hat zwei Kinder.